# Програма ООН із відновлення та розбудови миру

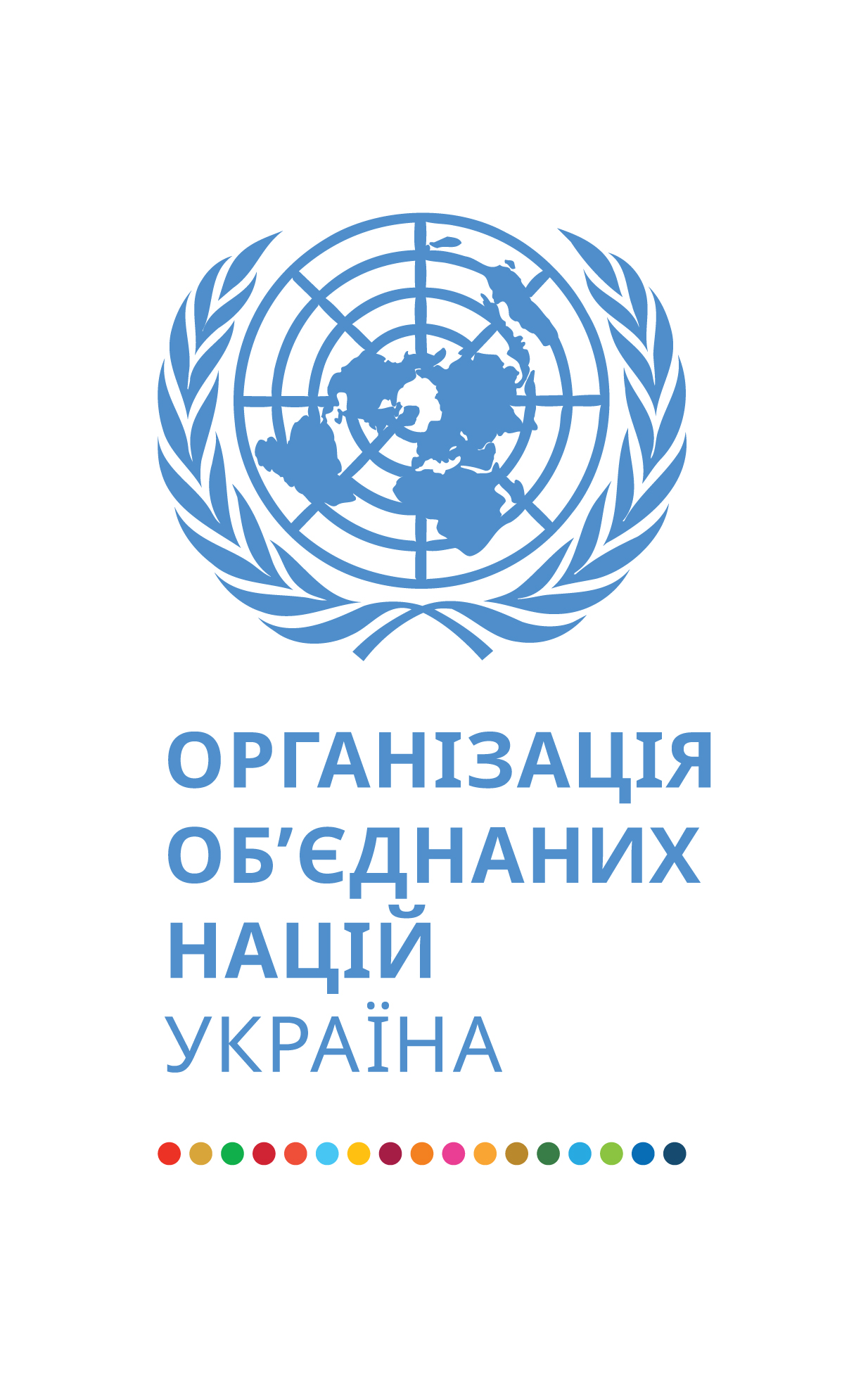
Офіційний логотип Програми

Програма ООН із відновлення та розбудови миру (англ. The United Nations Recovery and Peacebuilding Programme) (UN RPP) – спільна Програма чотирьох агентств ООН в Україні: Програми розвитку ООН (ПРООН), Структури ООН з питань гендерної рівності та розширення прав і можливостей жінок (ООН Жінки), Фонду ООН у галузі народонаселення (UNFPA) та Продовольчої та сільськогосподарської організації ООН (ФАО). Програма ООН із відновлення та розбудови миру забезпечує пріоритетні потреби на Сході України ще з початку збройного конфлікту навесні 2014 року. Програма спрямована на підтримку відбудови економіки постраждалих від конфлікту громад, реалізацію реформ з децентралізації влади та охорони здоров’я, зміцнення громадської безпеки та соціальної згуртованості на підконтрольних уряду України територіях Донецької та Луганської областей, та в районах Запорізької області уздовж узбережжя Азовського моря. Загальний бюджет на 2019–2022 роки складає понад 105 мільйонів доларів США.
Програма ООН із відновлення та розбудови миру складається з трьох компонентів:
- Компонент I: Економічне відновлення та розвиток інфраструктури;
- Компонент II: Місцеве самоврядування та реформа з децентралізації влади;
- Компонент III: Громадська безпека та соціальна згуртованість.

Програма ООН із відновлення та розбудови миру працює у Донецькій, Луганській, та Запорізькій областях України, які є пріоритетними, а також у Житомирській та Дніпропетровській областях,  де працює Програма з верховенства права. Надзвичайна кредитна програма для відновлення України (НКПВУ) працює у Донецькій, Дніпропетровській, Запорізькій, Київській, Луганській, Одеській, Полтавській, Харківській та Херсонській областях України. 
Програму підтримують дванадцять міжнародних партнерів: Європейський Союз (ЄС), Європейський інвестиційний банк (ЄІБ), Посольство США в Україні, а також уряди Данії, Канади, Нідерландів, Німеччини, Норвегії, Польщі, Швейцарії, Швеції та Японії.
11 квітня 2022 року ПРООН запустила Програму з підвищення стійкості та відновлення України, щоб негайно зреагувати на нові виклики розвитку та вирішення гуманітарних проблем. Загальна мета Програми полягає у збереженні здобутків розвитку в Україні, пом’якшенні ризиків занурення в кризу управління, безперервному наданні послуг, впровадженні заходів для відновлення після початку гуманітарної допомоги та сприянні швидкому поверненню на шлях розвитку й налагодження процесів для досягнення Цілей сталого розвитку (ЦСР).
Програма ООН із відновлення та розбудови миру є частиною ПРООН, що реалізується в межах Програми з підвищення стійкості та відновлення України. UN RPP спершу спрямовувалася на вирішення першочергових потреб громад на сході України, які виникли внаслідок початку збройного конфлікту навесні 2014 року. Водночас, після повномасштабного вторгнення Російської Федерації в Україну 24 лютого 2022 року, Програма ООН із відновлення та розбудови миру розширила свою діяльність на найбільш постраждалі від війни області, розташовані насамперед на сході та півдні країни.
Для підвищення стійкості і пришвидшення процесів відновлення у постраждалих від війни громадах та враховуючи попередній досвід, ПРООН та Європейський Союз – наш довгостроковий партнер, зокрема для програм ПРООН на сході України, – паралельно запустили проєкт «EU4Recovery – Розширення можливостей громад в Україні», який забезпечить масштабування зусиль шляхом подальшого розширення ключових заходів, зазначених вище. 